# 계용호
계용호는 해병대 장교 출신으로 국방부, 합참, 해병대에서 주요 직책을 역임하였다. 군 복무 간 대한민국 국가안보와 국제평화에 기여한 공로로 보국훈장, 대통령상, 국방부장관 표창, 합참의장 표창, 유엔군사령관 감사장, USFK MSM, UMMOGIP Medal 등을 받았다.
경기대학교 정치전문대학원에서 국제정치학 박사 학위를 취득하였고, 한미동맹과 국가안보 관련 [국방TV], [G-1 TV] , [KBS-1 TV] 특집방송 출연과 자문을 하였다. 주요 저서로 《미국의 세계주의 개입과 관여정책》, 《해병대교회 70년사》, 《한미동맹70년사》(공저)가 있다.